# Histoire philatélique et postale des États confédérés d'Amérique

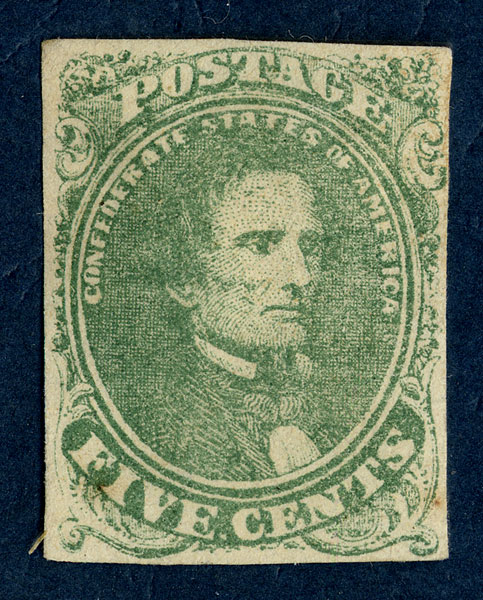
Timbre de 5¢ de Jefferson Davis

Ceci est une vue d'ensemble des timbres postaux et de l'histoire postale des États confédérés d'Amérique.

## Débuts
Initiée par la sécession de la Caroline du Sud vis-à-vis des États-Unis en décembre 1860, les États confédérés d'Amérique (CSA) sont créés en février 1861, réunissant sept États sécessionnistes pour ne former plus qu'un gouvernement central (4 autres États se joignent à eux plus tard dans l'année). Chacun d'eux fait d'abord sécession, puis rejoint les États confédérés, ce qui donne une courte période, parfois quelques jours seulement, dans lequel l'État est techniquement indépendant des États-Unis et des ECA.
Le président Jefferson Davis nomme John Henninger Reagan le 6 mars 1861 à la tête du nouveau Confederate States of America Post-office Department (Français: Département de la Poste des États confédérés d'Amérique). Toutefois, le Département de la Poste des États-Unis continue de traiter le courrier des États sécessionnistes comme d'habitude jusqu'à ce que le 1er juin 1861, la poste de la Confédération prend la relève.

## Timbres

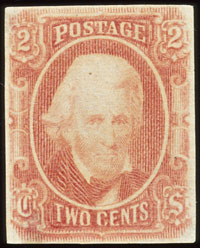
Timbre de 2¢ d'Andrew Jackson.
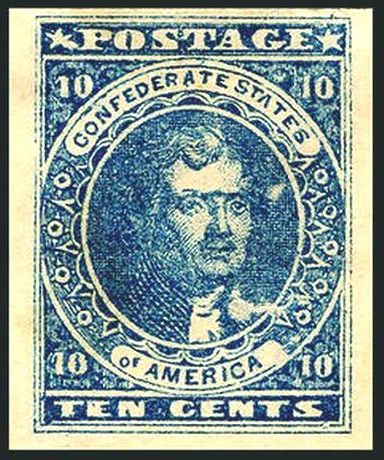
Timbre de 10¢ de Thomas Jefferson.
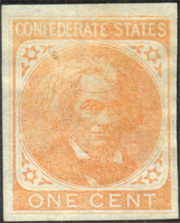
Timbre de 1¢ de John Caldwell Calhoun.
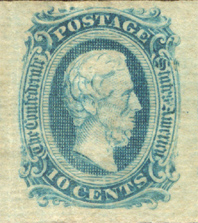
Timbre de 10¢ de Jefferson Davis.
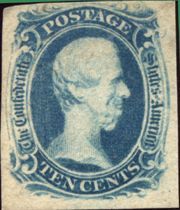
Timbre de 10¢ de Jefferson Davis.
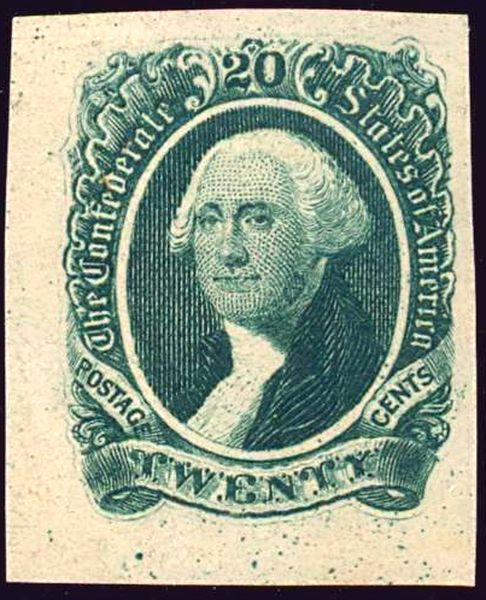
Timbre de 20¢ de George Washington.